# Arnold (film)
Pour les articles homonymes, voir Arnold.
Pour plus de détails, voir Fiche technique et Distribution.
Arnold (titre original : Arnold, mais aussi connu sous le nom de Family Plot dans les pays anglophones) est un film américain mariant la comédie et le film d'horreur, réalisé par Georg Fenady, sorti en 1973.

## Synopsis
Karen Llewelyn épouse Arnold pendant les funérailles de celui-ci. Leur contrat de mariage prévoit qu'elle continuera de toucher l'argent de son défunt mari tant qu'elle restera auprès du cercueil. Pendant ce temps, des membres de la famille d'Arnold commencent à trouver la mort dans des situations de plus en plus rocambolesques...

## Fiche technique
- Titre : Arnold
- Titre original : Arnold
- Réalisation : Georg Fenady
- Scénario : Jameson Brewer, John Fenton Murray
- Production : Andrew J. Fenady, Charles A. Pratt
- Musique : George Duning
- Photographie : William B. Jurgensen
- Montage : Melvin Shapiro
- Direction artistique : Monty Elliott
- Costumes : Vou Lee Giokaris, Oscar Rodriguez
- Chef-décorateur : Carl Biddiscombe
- Pays d'origine :  États-Unis
- Langue : anglais
- Genre : Comédie horrifique
- Durée : 94 minutes
- Dates de sortie : 16 novembre 1973 États-Unis

## Distribution
- Stella Stevens : Karen Llewelyn
- Roddy McDowall : Robert
- Elsa Lanchester : Hester
- Shani Wallis : Jocelyn
- Farley Granger : Evan Lyons
- Victor Buono : le ministre
- John McGiver : le gouverneur
- Bernard Fox : Constable Hook
- Patric Knowles : Douglas Whitehead
- Jamie Farr : Dybbi
- Ben Wright : Jonesy

## Distinctions
- Nomination au Saturn Award du meilleur film d'horreur 1975